# Servizi a valore aggiunto
Servizio a valore aggiunto (VAS, acronimo di value-added service) è un termine tipico dell'industria di telecomunicazioni che indica tutti i servizi al di fuori dei servizi di base, ovvero delle chiamate di voce standard e delle trasmissioni fax. 
Tale terminologia si è estesa nel tempo ad altri settori economici.

## Descrizione
Nell'industria delle telecomunicazioni i servizi a valore aggiunto aumentano il valore dell'offerta di servizio standard spronando l'abbonato ad usare di più il loro telefono e permettendo all'operatore di ottimizzare il guadagno medio per utente (ARPU).
Nella telefonia mobile le tecnologie quali sms, mms e GPRS generalmente sono considerate tra i servizi a valore aggiunto.
Ma può essere fatta una distinzione in base ai contenuti trasmessi: da una parte i contenuti standard e dall'altra i contenuti a tariffazione aggiuntiva o servizi di tipo premium.
I servizi a valore aggiunto possono essere approvvigionati internamente all'operatore di rete mobile oppure possono essere forniti da una terza parte.
I fornitori di servizi esterni all'operatore di telecomunicazioni possono essere denominati VASP (acronimo di value-added service provider)
oppure content provider (CP). Essi si collegano all'operatore utilizzando il protocollo Short message peer-to-peer protocol (SMPP)
connettendosi direttamente ad un Centro Servizi sms (SMSC, short message service center) oppure ad un gateway permettendo all'operatore di controllare ed addebitare meglio del contenuto.

### Altri servizi
Tra i servizi a valore aggiunto si annoverano anche i servizi telefonici associati a Cartomanzia, Astrologia, Oroscopi, Lotto, Dating online, Hot-line o linee erotiche - queste ultime pubblicizzate da molte emittenti televisive regionali - che sono fruibili dall'utente attraverso la composizione di numeri speciali (nel corso degli anni: 144, 166, 899, ecc.).
L'erogazione di tali servizi - che prevedono tariffe solitamente prossime a quelle di una chiamata intercontinentale - è iniziata nella prima metà degli anni Novanta e ha creato più di qualche problema a molti clienti, che si sono visti recapitare bollette salate a causa, per esempio, della fruizione di tali servizi (solitamente rivolti a utenti maggiorenni) da parte del figlio minorenne ignaro dei costi.
Negli anni a cavallo tra i due millenni, l'accesso ad Internet attraverso l'utilizzo della linea telefonica tradizionale, ha visto poi la proliferazione in rete di particolari programmi maligni, detti dialer, in grado di sconnettere l'utente dal proprio provider locale e di riconnetterlo ad un provider con numerazione intercontinentale, con i costi relativi. Nel 2008 le numerazioni associate a tali servizi a valore aggiunto sono state bloccate dall'AGCOM, salvo richiesta esplicita del cliente; nel 2009 il Consiglio di Stato ha bocciato il filtro preventivo .